# Pittosporum fairchildii
Espèce
Classification APG II (2003)
Statut de conservation UICN

 VU D2 : Vulnérable
Pittosporum fairchildii  est une espèce de plantes à fleurs de la famille des Pittosporaceae. Elle est endémique en Nouvelle-Zélande.
Il se présente sous forme d'un buisson qui peut atteindre 5 m de haut.